# توني جونسون
توني جونسون (بالإنجليزية: Tony Johnson)‏ (1 يناير 1961 بإيروين في الولايات المتحدة - ) هو لاعب كرة قدم أمريكي في مركز الهجوم. لعب مع Columbus Capitals ‏ وHouston Dynamos ‏ وMemphis Storm ‏ وPennsylvania Stoners ‏ ونيويورك آروز ‏.